# مارك ريدر
مارك ريدر (بالإنجليزية: Mark Reeder)‏ (و. 1958 – م) هو ممثل، وموسيقي، وكاتب عمومي، وملحن، ومنتج أسطوانات من المملكة المتحدة . ولد في مانشستر.

## روابط خارجية
- مارك ريدر على موقع IMDb (الإنجليزية)
- مارك ريدر على موقع ألو سيني (الفرنسية)
- مارك ريدر على موقع ميوزك برينز (الإنجليزية)
- مارك ريدر على موقع أول موفي (الإنجليزية)
- مارك ريدر على موقع ديسكوغز (الإنجليزية)
- مارك ريدر على موقع قاعدة بيانات الفيلم (الإنجليزية)
- مارك ريدر على موقع كينوبويسك (الروسية)